# Берёзово-Колодезь
Берёзово-Колодезь — деревня в Горшеченском районе Курской области России. Входит в состав Сосновского сельсовета.

## География
Деревня находится в восточной части Курской области, в лесостепной зоне, в пределах юго-западной части Среднерусской возвышенности, к югу от реки Ржавчик, на расстоянии примерно 17 километров (по прямой) к юго-востоку от посёлка городского типа Горшечное, административного центра района. Абсолютная высота — 217 метров над уровнем моря.
Часовой пояс
Деревня Берёзово-Колодезь, как и вся Курская область, находится в часовой зоне МСК (московское время). Смещение применяемого времени относительно UTC составляет +3:00.

## Население
| 1859 | 2002 | 2010 |
| ---- | ---- | ---- |
| 422  | ↘82  | ↘40  |

Гендерный состав
По данным Всероссийской переписи населения 2010 года в гендерной структуре населения мужчины составляли 37,5 %, женщины — соответственно 62,5 %.
Национальный состав
Согласно результатам переписи 2002 года, в национальной структуре населения русские составляли 99 % из 82 чел.

## Улицы
Уличная сеть деревни состоит из четырёх улиц и одного переулка.